# Manuel Lozano Pérez Ramajo
Manuel (Lozano) Pérez Ramajo (Ciudad Rodrigo, 1772-1831), gramático, ortógrafo, lexicógrafo, poeta, periodista, traductor y cervantista español, a quien por error se cita frecuentemente como Manuel López Ramajo.

## Biografía
Se formó en la Universidad de Alcalá (1789-1791) y se hizo clérigo. Acaso desempeñó algunas funciones diplomáticas relacionadas con Luis de Onís, porque hacia 1800 estaba en Dresde, donde aprovechó para aprender bien el alemán, y en Petersburgo en 1803. En 1805 debió de andar por París, aprovechando para aprender igualmente bien el francés. Liberal, y espiritualmente de tendencia jansenista, trabajó en la Gaceta del Gobierno (Sevilla, 1809-1810) como redactor desde el 1 de junio de 1808, “con destino á la traducción de las noticias alemanas y de otros idiomas”. Siguió trabajando en esta gaceta cuando se trasladó a Cádiz y a Madrid por las vicisitudes de la guerra.
En 1810 entró también como redactor en Cádiz del famoso periódico El Conciso (1810-1814) con su amigo y coterráneo Francisco Sánchez Barbero, hasta su mismo cierre, ya en Madrid. En 1815 la reacción antiliberal lo encarceló y llevó al presidio de Melilla, en el Fuerte de Victoria Grande. En esos años modera mucho su liberalismo. Cuando triunfa el liberal Rafael del Riego en 1820 y se restablece la Constitución  de Cádiz, Ramajo es ascendido a redactor primero de la Gaceta del Gobierno, que empieza a dirigir incluso desde el 12 de noviembre de 1822, curiosamente por ser ahora muy “afecto á Palacio […] por haber escrito, para censurar los excesos que se cometían contra el Rey, los opúsculos y papeles políticos titulados Primera epístola, Sermón á algunos Zurriaguistas y La sociedad de Pekín”. Pero como había perdido la vista en el ojo derecho en 1821 y se estaba quedando ciego, no toma posesión como director y se jubila con un sueldo que, por intercesión del mismo Fernando VII, alcanza los 22.000 reales, adjudicándosele como destino sedentario la administración de Correos de Cartagena. 
Estuvo en Montauban en 1825 y en 1826, pero también en Cantalapiedra (Salamanca), en una especie de exilio interior desde el cual confesó haber redactado una de sus obras gramaticales, el plan de reforma del acento. Correlacionada con su ideología liberal y la versión española del jansenismo que profesaba está su fuerte anticlericalismo: crítica a frailes, monjas y a la misma Semana Santa en su Apología del asno, donde aprovecha también para burlarse de la Real Academia Española, de su mismo director y en especial de su Diccionario. Escribió además un manual para enseñar español a alemanes, su Theoretisch-Praktische Lehre der Spanischen Sprache mit der wörtlichen interlinearen Uebersetzung der Beyspiele und Sprache (Leipzig: Schwickert, 1806), y diversas poesías, sátiras en prosa y verso, un tratado sobre los acentos en español, diversos opúsculos sobre gramática y lexicografía, unas observaciones a pasajes del Quijote y una traducción de los Nuevos diálogos de los muertos de Fontenelle. Por otra parte, tradujo al alemán La comedia nueva de Leandro Fernández de Moratín. 
Ramajo recopiló las poesías, en su mayor parte latinas e inéditas, de su fallecido amigo Francisco Sánchez Barbero y se las entregó a Ramón Mesonero Romanos, quien a su vez se las transfirió a Leopoldo Augusto de Cueto, el cual pudo así publicarlas en la colección de la Biblioteca de Autores Españoles (1869-1875).

## Obras
- Trad. de Leandro Fernández de Moratín bajo el pseudónimo de Manuel Ojamar, La Comedia nueva o El Café. Comedia en dos Actos / Das neue Lustspiel, oder: Das Kaffeehaus. Ein Schauspiel in zwey Aufzügen Dresde: Heinrich Gerlach, 1800.
- Theoretisch-Praktische Lehre der Spanischen Sprache mit der wörtlichen interlinearen Uebersetzung der Beyspiele und Gespräche. Leipzig: Schwickert, 1806.
- Trad. de Évariste Parny, La guerre des Dieux (1796) con el título La ley de gracia triunfante y guerra de los dioses: traducción libre en verso ibérico-ortodoxo por el cristiano poeta Ludovico Garamanta (En la Imprenta del Misal Romano, 1820). Francisco Aguilar Piñal la atribuye a José Marchena.
- Apología de los asnos, compuesta en renglones así como versos por un Asnólogo aprendiz de poeta. Asnópolis [Madrid: Agustín Álvarez], 1839.
- Elogio del rebuzno, ó sea apéndice a la apología de los asnos. Rebuznópolis [Madrid: Agustín Álvarez], 1829.
- Varias poesías de Dn. Manuel Pérez Ramajo. Tomo 3.º: Disparates de Ramajo ó Mis ratos ociosos, 1828.
- Varios de Literatura, manuscritos, de Don Manuel Lozano Pérez Ramajo, 1825. Incluye:
  - Tratado sobre el Acento de la lengua Castellana remitido a la Real Academia Española en julio de 1825
  - Suplemento a los sinónimos de Huerta
  - Apuntes gramaticales
  - Apuntes sobre el Quijote
  - Gramática esquemática del español
  - Ensayo sobre la españolización de nombres extranjeros
  - Traducción de Fontenelle, Nouveaux dialogues des morts (1683).
- Diario de espediciones africanas.